# 리스펙트당
리스펙트당(영어: Respect Party)은 2004년 설립된 영국의 민주사회주의 정당이다. 당명은 당이 표방하는 여러 가지 가치의 앞글자를 따서 지은 것이다. R은 존중(영어: respect), E는 평등(영어: equality), S는 사회주의(영어: socialism), P는 평화(영어: peace), E는 환경주의(영어: environmentalism), C는 공동체(영어: community), T는 노동조합주의(영어: Trade Unionism)를 뜻한다.
리스펙트당은 이라크 전쟁에 반대하는 전쟁저지연합(영어: Stop the War Coalition)에서 출발해 2004년 1월 런던에서 창립했다. 리스펙트당에서 가장 저명한 인사는 반전운동가이자 오랫동안 하원의원을 지낸 조지 갤러웨이다.
2016년 8월 18일 해산했다.